# Schimbare tehnologică
Progresul tehnic , dezvoltarea tehnologică sau progresul tehnologic reprezintă procesul general de invenție, inovare și difuzare a tehnologiei sau proceselor. În esență, schimbările tehnologice acoperă invenția tehnologiilor (inclusiv a proceselor) și comercializarea sau eliberarea lor ca sursă deschisă prin cercetare și dezvoltare (producerea de tehnologii emergente), îmbunătățirea continuă a tehnologiilor (în care acestea devin adesea mai puțin costisitoare) și difuzarea a tehnologiilor din întreaga industrie sau societate (care uneori implică perturbări și convergență). Pe scurt, schimbările tehnologice se bazează pe o tehnologie mai bună și mai multă.

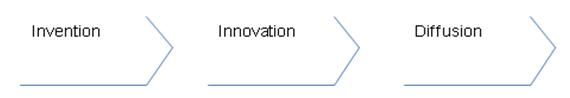
Modelul original al celor trei faze ale procesului de schimbare tehnologică

## Referință